# Jimmy's Soccer Manager
Jimmy's Soccer Manager is een computerspel dat werd uitgegeven door Beyond Belief. Het spel kwam in 1991 uit voor de ZX Spectrum. Het spel is een voetbalmanagementprogramma dat gelieerd is aan Jimmy Greaves.

## Platforms
| Jaar | Platform                  |
| ---- | ------------------------- |
| 1991 | ZX Spectrum               |
| 1992 | Amstrad CPC, Commodore 64 |